# Pelham (Geòrgia)
Pelham és una població dels Estats Units a l'estat de Geòrgia. Segons el cens del 2000 tenia 4.126 habitants.

## Demografia
Segons el cens del 2000, Pelham tenia 4.126 habitants, 1.467 habitatges, i 999 famílies. La densitat de població era de 393,3 habitants/km².
Dels 1.467 habitatges en un 33,9% hi vivien nens de menys de 18 anys, en un 35,2% hi vivien parelles casades, en un 28,4% dones solteres, i en un 31,9% no eren unitats familiars. En el 28,8% dels habitatges hi vivien persones soles el 14,7% de les quals corresponia a persones de 65 anys o més que vivien soles. El nombre mitjà de persones vivint en cada habitatge era de 2,6 i el nombre mitjà de persones que vivien en cada família era de 3,21.
Per edats la població es repartia de la següent manera: un 32,1% tenia menys de 18 anys, un 9,8% entre 18 i 24, un 23,1% entre 25 i 44, un 18,2% de 45 a 60 i un 16,7% 65 anys o més.
L'edat mediana era de 33 anys. Per cada 100 dones de 18 o més anys hi havia 72,8 homes.
La renda mediana per habitatge era de 20.040 $ i la renda mediana per família de 24.968 $. Els homes tenien una renda mediana de 21.476 $ mentre que les dones 17.161 $. La renda per capita de la població era de 10.703 $. Entorn del 29,6% de les famílies i el 33,6% de la població estaven per davall del llindar de pobresa.

## Poblacions més properes
El següent diagrama mostra les poblacions més properes.